# Kloka
Kloka (en serbe cyrillique : Клока) est un village de Serbie situé dans la municipalité de Topola, district de Šumadija. Au recensement de 2011, il comptait 960 habitants.

## Démographie
| 1948  | 1953  | 1961  | 1971  | 1981  | 1991  | 2002  | 2011 |
| ----- | ----- | ----- | ----- | ----- | ----- | ----- | ---- |
| 1 656 | 1 708 | 1 658 | 1 584 | 1 459 | 1 366 | 1 146 | 960  |

|  |